# Клеопатра (Еврідіка)
Клеопатра (дав.-гр. Κλεοπατρα, після одруження Еврідіка; бл. 355—336 рр. до н. е.) — знатна молода македонка, з якою 337 р. до н. е. одружився Філіпп II Македонський, розлучившись зі своєю дружиною Олімпіадою. Після одруження наречена отримала нове ім'я — Еврідіка (дав.-гр. Εὐρυδίκη). Це було престижне династійне ім'я в Аргеадів; окрім того, так звали матір Філіппа II. Клеопатра-Еврідіка стала п'ятою дружиною Філіппа II, але, на відміну від інших дружин, вона привела сімейне життя Філіпа в цілковитий розлад. Її знатне македонське походження послабило вплив епіріотки Олімпіади і створило загрозу престолонаслідування для її сина Александра, який згодом став відомим під ім'ям Александра Великого. Про серйозну сварку Александра з батьком розповів Плутарх: 
«Найсильніша сварка між ними сталася з вини Аттала на весіллі Клеопатри, молодої дівчини, з якою Філіпп одружувався, закохавшись у неї незважаючи на свій вік. Аттал, дядько нареченої, сп'янівши під час бенкету, став закликати македонян молити богів, щоб у Філіппа і Клеопатри народився законний спадкоємець престолу. Оскаженілий Александр скрикнув: „Так що ж, негідник, я, по-твоєму, байстрюк, чи що?“ — і жбурнув у Аттала чашу. Філіпп кинувся на сина, оголивши меч, але на щастя для обох гнів і вино зробили свою справу: цар спіткнувся і впав.».
Після сварки Александр з Олімпіадою поїхали до Епіру, але Александр незабаром повернувся. Клеопатра побула дружиною царя недовго. Уже наступного 336 р. до н. е. Філіппа II убили на весіллі його дочки Клеопатри з епірським царем Александром Молоським. Александр, син Філіппа II, став новим македонським царем. У його відсутність Олімпіада, повернувшись з Епіру, розправилася із суперницею. Дочку Клеопатри Європу, яка народилася за кілька днів до смерті Філіппа, умертвили на руках матері, а саму Клеопатру змусили повіситися. Юстин ще згадує про страту Александром невідомого Карана, сина Філіппа від однієї з його дружин, проте є підозри, що Юстин сплутав Карана з Амінтою, двоюрідним братом Александра, якого Філіпп II усунув від влади. Про те, що Клеопатра народила саме дочку, згадує Афіней.
Павсаній наводить ще більш приголомшливі чутки про те, що Олімпіада зварила Клеопатру з новонародженим немовлям у бронзовій посудині.